# Steve Bould
Stephen Andrew "Steve" Bould (* 16. listopadu 1962 ve Stoke-on-Trent) je bývalý anglický fotbalový obránce, který v současnosti zastává post asistenta manažera v anglickém Arsenalu.

## Klubová kariéra

### Stoke City
Steve Bould začínal s fotbalem v týmu Stoke City, mužstvu z jeho rodného města Stoke-on-Trent. První profesionální smlouvu podepsal v roce 1980 a svůj debut za první tým si odbyl o rok později, kdy v září 1981 nastoupil jako pravý obránce k utkání proti Middlesbrough. Stoke City tento zápas prohrálo 2-3. Aby mladý Steve získal zkušenosti, byl v říjnu 1982 poslán na hostování do týmu Torquay United. Během svého hostování odehrál devět ligových utkání.
Po svém návratu z hostování se Bould pomalu stával hráčem základní sestavy. V sezoně 1983-84 již odehrál 43 utkání a následující ročník jen o jedno utkání méně. Zbrzdilo ho až poranění zad v sezoně 1986-87, které si vyžádalo operaci. Po svém návratu v sezoně 1987-88 opět navázal na své dřívější výkony a potvrdil pověst nejlepšího obránce druhé ligy. Po sezoně o něj projevil zájem Everton a Arsenal. Bould si vybral londýnský celek a zamířil do něj za přestupní částku 390 000 liber.

### Arsenal
Po svém příchodu do Arsenalu se stal součástí "slavné čtyřky" (označení pro tehdejší obrannou řadu Arsenalu) společně s Tony Adamsem, Nigelem Winterburnem a svým bývalým spoluhráčem ze Stoke City Lee Dixonem. Ihned ve své první sezoně získal s Arsenalem ligový titul a tento triumf si znova zopakoval o dva roky později. V sezoně 1991-1992 byl fanoušky klubu zvolen hráčem roku.
15. srpna 1992 vstřelil Bould první gól Arsenalu v nově vzniklé ligové soutěži Premier League. Arsenal tento duel s Norwichem City nakonec prohrál 2-4. Přestože se Arsenalu v premiérovém ročníku Premier League nedařilo a skončili až na desátém místě, tak naopak v pohárových soutěžích získali double, když vyhráli jak FA Cup tak i Ligový pohár. V následující sezoně vyhrál Bould s Arsenalem evropský Pohár vítězů pohárů. Triumfu v Premier League se dočkal v sezoně 1997-98, kdy pod novým manažerem Arsène Wengerem získali nejen ligový titul, ale i FA Cup. Za Arsenal celkově odehrál 372 soutěžních utkání a vstřelil osm branek.

### Sunderland
Konec své fotbalové kariéry strávil Steve Bould v Sunderlandu, do kterého přestoupil v roce 1999 za 500 000 liber. Po odchodu Kevina Balla v prosinci 1999 se Steve stal novým kapitánem mužstva. Sezonu zakončili na sedmém místě. Bould zůstal v klubu až do září 2000, kdy kvůli artritidě oznámil konec své fotbalové kariéry.

## Reprezentace
Přestože byl Steve Bould součástí jedné z nejlepších obran přelomu osmdesátých a devadesátých let, odehrál za výběr Anglie pouhé dva zápasy. Svého prvního zápasu se dočkal až ve svých 31 letech.

## Trenérská kariéra
Po ukončení své fotbalové kariéry se v červnu 2001 vrátil do Arsenalu, kde se stal trenérem mládežnických týmů. Byl hlavním trenérem týmu Arsenalu do 18 let, se kterým vyhrál Premier Academy League 2008-09, 2009-10 a FA Youth Cup 2008-09. Od sezony 2012-13 nahradil na postu asistenta manažera Pata Rice, který po dlouhých 48 letech strávených v Arsenalu odešel do fotbalového důchodu.

## Ocenění

### Klubové
Stoke City
- Bass Charity Vase: 1980
- Staffordshire Senior Cup: 1981-82

Arsenal
- First Division/Premier League: 1988-89, 1990-91, 1997-98
- FA Cup: 1992-93, 1997-98
- Anglický ligový pohár: 1992-93
- Community Shield: 1991, 1998
- Pohár vítězů pohárů: 1993-94